# Scutellaria
Scutellaria és un gènere amb prop de 300 espècies. El gènere s'estén en regions temperades i en muntanyes tropicals.

## Descripció
La majoria són plantes herbàcies anuals o perennes de 5 cm a 1 metre d'altura, alguns són subarbusts, uns altres són aquàtics. Té tiges amb quatre fulles oposades. El gènere és fàcilment recognoscible per la típica protecció del calze que ha propiciat el seu nom.

## Espècies seleccionades
- Scutellaria albida
- Scutellaria alborosea
- Scutellaria alpina
- Scutellaria altissima
- Scutellaria angustifolia
- Scutellaria atriplicifolia
- Scutellaria aurata
- Scutellaria baicalensis
- Scutellaria barbata
- Scutellaria brittonii
- Scutellaria californica
- Scutellaria columnae
- Scutellaria costaricana
- Scutellaria formosana
- Scutellaria galericulata * Scutellaria hastifolia
- Scutellaria hirta
- Scutellaria incana
- Scutellaria incarnata
- Scutellaria indica
- Scutellaria integrifolia
- Scutellaria lateriflora
- Scutellaria longifolia
- Scutellaria minor
- Scutellaria montana
- Scutellaria orientalis
- Scutellaria parvula
- Scutellaria purpurascens
- Scutellaria resinosa
- Scutellaria rubicunda
- Scutellaria scordiifolia
- Scutellaria splendens
- Scutellaria tuberosa
- Scutellaria ventenatii
- Scutellaria violacea